# Still Life
Still Life är det svenska progressiva death metal/progressiva rock-bandet Opeths fjärde studioalbum. Det gavs ut av det brittiska skivbolaget Peaceville/Snapper den 18 oktober 1999, bara ett år efter bandets föregående skiva My Arms, Your Hearse. Det gavs ut i nyutgåva den 27 februari 2001. Liksom nästan alla Opeth-album förenar Still Life element från death metal och progressiv rock. Det är ett konceptalbum som berättar om en man som återvänder till sin hemstad efter många år för att hitta sin älskade Melinda.

## Inspelning
Still Life spelades in mellan den 15 april och den 29 maj 1999 i Maestro Musik och Studio Fredman i Göteborg.

## Låtlista
Alla låtar är skrivna och komponerade av Opeth. 
| Nr | Titel                  | Längd |
| -- | ---------------------- | ----- |
| 1. | The Moor               | 11:28 |
| 2. | Godhead's Lament       | 9:47  |
| 3. | Benighted              | 5:01  |
| 4. | Moonlapse Vertigo      | 9:00  |
| 5. | Face of Melinda        | 7:59  |
| 6. | Serenity Painted Death | 9:14  |
| 7. | White Cluster          | 10:02 |

Källa

## Medverkande
Musiker (Opeth-medlemmar)
- Mikael Åkerfeldt – sång, gitarr
- Peter Lindgren – gitarr
- Martin Lopez – trummor
- Martin Mendez – basgitarr

Produktion
- Opeth, Mikael Åkerfeldt, Fredrik Nordström – producent, ljudtekniker
- Isak Edh – ljudtekniker
- Göran Finnberg − mastering
- Travis Smith – omslagskonst, foto
- Timo Ketola – logo